# De Mas & Partners
La de Mas & Partners è stata un'azienda italiana di animazione con sede in Milano. Fra le sue principali produzioni si annoverano le serie televisive: Cocco Bill, Le storie di Anna, I Bi-Bi e Street Football - La compagnia dei Celestini.

## Storia dell'azienda
Nel 1972 nacque la Audiovisivi de Mas, fondata da Pierluigi de Mas, molto attiva nella realizzazione di disegni animati per la pubblicità. Nel 1999 l'azienda viene rinominata in de Mas & Partners.
La Partita IVA della società (12922120154) risulta cessata il giorno 10 giugno 2017; inoltre il sito internet non è più raggiungibile.

## Filmografia

### Serie televisive
- Tofffsy: 26 episodi da 6', 1974
- Lalla nell'isola di Tulla: 13 episodi da 2', 1985
- Cocco Bill: 104 episodi da 13', 2001-2004
- Le storie di Anna: 52 episodi da 13', 2003-2007
- La compagnia dei Celestini (st. 1-3): 78 episodi da 23', 2005-2010
- I Bi-Bi: 52 episodi da 6'30", 2006
- Chissà perché: 2007

### Videoclip
- I cartoni dello Zecchino d'Oro: 6 serie per un totale di 77 videoclip da 2'30" ciascuno, 2000 - 2005
- Chissà perché...: 8 videoclip da 2'30" ciascuno